# Бельгія на літніх Олімпійських іграх 2004
Бельгію на літніх Олімпійських іграх 2004 представляли 50 спортсменів у 14 видах спорту. Бельгійські спортсмени здобули одну золоту та дві бронзові медалі і посіли 51 місце у загальному медальному заліку.

## Медалісти
| Медаль | Спортсмен    | Вид спорту | Дисципліна                      | Дата      |
| ------ | ------------ | ---------- | ------------------------------- | --------- |
| Золото | Жустін Енен  | Теніс      | Жінки, одиночний розряд         | 21 серпня |
| Бронза | Аксель Меркс | Велоспорт  | Чоловіки, групова шосейна гонка | 14 серпня |
| Бронза | Ільзе Гейлен | Дзюдо      | Жінки, 52 кг                    | 15 серпня |